# Opowieść podręcznej
Opowieść podręcznej (ang. The Handmaid’s Tale) – powieść kanadyjskiej pisarki Margaret Atwood wydana w 1985 w Toronto w wydawnictwie „McClelland & Stewart”. Polskie wydanie ukazało się w 1992 r. w serii Klub Interesującej Książki Państwowego Instytutu Wydawniczego w tłumaczeniu Zofii Uhrynowskiej-Hanasz.
Antyutopia utrzymana w konwencji socjologicznej fantastyki naukowej, której akcja toczy się w nieodległej przyszłości w Stanach Zjednoczonych. Książka zdobyła pierwszą w historii Nagrodę im. Arthura C. Clarke’a za najlepszą powieść science fiction opublikowaną w Wielkiej Brytanii. Powieść, feministyczna w wymowie, wiązana jest przez krytyków z reakcją na rządy Ronalda Reagana, republikańskiego prezydenta USA, kiedy to próbowano ograniczyć procesy emancypacyjne. Utwór jest studium psychologicznym młodej kobiety postawionej w ekstremalnej sytuacji życiowej.
W 2019 autorka wydała sequel powieści, Testamenty (The Testaments), rozgrywający się 15 lat po wydarzeniach opisanych w Opowieści podręcznej.

## Treść
Fabuła powieści osadzona jest w niedalekiej przyszłości w Republice Gileadzkiej – państwie powstałym na terenach obecnych Stanów Zjednoczonych. Stworzone przez rasistowsko-nacjonalistyczną organizację terrorystyczną o profilu religijnym – Bank Myśli Synów Jakuba – jest ideologiczną odpowiedzią na wszechogarniającą klęskę ekologiczną, bezpłodność oraz upadek społeczeństwa. Uwięzienie i zabicie prezydenta oraz rozwiązanie Kongresu doprowadziło do upadku legalnego rządu oraz zawieszenia konstytucji. Nowa władza szybko nabrała cech religijnie nastawionej dyktatury wojskowej i zaczęła przekształcać społeczeństwo według nowych zasad, opartych przede wszystkim na Starym Testamencie. Władcy Gileadu, dosłownie odczytując słowa Biblii, hodują rzesze płodnych kobiet na reproduktorki, tytułowe „podręczne”. Podręczną otrzymuje zasłużony towarzysz, który nie może mieć potomstwa w swoim związku małżeńskim. Podczas skomplikowanego rytuału seksualnego podręczna jest zapładniana przez mężczyznę, spoczywając w ramionach jego żony.
Bohaterką powieści jest bezimienna młoda kobieta, schwytana podczas próby ucieczki do Kanady, podczas której zostaje oddzielona od męża Luke'a, a ich córka trafia w nieznane im miejsce. Bohaterka zostaje wysłana do obozu dla podręcznych, a po przeszkoleniu trafia do domu Komendanta i jego żony Sereny Joy. Poznaje tam Nicka, młodego szofera Komendanta, dzięki któremu ma szansę odzyskać utraconą wolność.

## Postacie
Freda, Podręczna
Główna bohaterka została oddzielona od swojego męża i córki po powstaniu Republiki Gileadzkiej i jest przedstawicielką pierwszego pokolenia kobiet Gileadu: tych, które jeszcze pamiętają okres przed powstaniem tego totalitarnego państwa. Jako płodna kobieta należy do najcenniejszych ówcześnie bogactw i trafia do Centrum Racheli i Lei – obozu szkoleniowego dla przyszłych Podręcznych. Następnie zostaje umieszczona jako niewolnica w domu Komendanta Freda i jego żony Sereny Joy. Ma urodzić im zdrowe dziecko.
Freda nie jest jej prawdziwym imieniem, lecz nazwą, która opisuje jej przynależność (oznacza, że należy do Komendanta Freda). Jej pierwotne imię nie jest znane (choć można wnioskować, że nazywała się June). Wiemy natomiast, że w czasie pobytu w domu Komendanta Podręczna ma 33 lata.
Komendant Waterford
Nosi imię Fred. O jego przeszłości mało wiadomo – podczas jednego ze spotkań z Fredą wspomina, że dawniej zaangażowany był w tzw. badania rynku. Prawdopodobnie jest jednym z ojców założycieli Gileadu i autorem jego praw.
Serena Joy
W przeszłości była gwiazdą telewizyjną, a teraz jest żoną w fundamentalistycznym ustroju religijnym, który sama pomogła stworzyć. Cała władza oraz sława, podobnie jak i innym kobietom, zostały jej przez reżim odebrane. Jest już kobietą wiekową i bezpłodną. Czuje się upokorzona z powodu konieczności posługiwania się Podręczną, szczególnie podczas odbywanej regularnie ceremonii płodności – Komendant obcuje wtedy z Podręczną leżącą na łonie żony.
Glena
Sąsiadka Fredy, należąca podobnie jak i ona do Podręcznych. Każdego dnia robią one wspólnie zakupy w ten sposób, aby żadna z Podręcznych nigdy nie była sama i każda pilnowała zachowania tej drugiej. Glena jest członkiem ruchu oporu Mayday (tajnej organizacji zbuntowanej przeciwko Gileadowi). W przeciwieństwie do stosunkowo biernej Fredy, Glena jest bardzo odważna. Podczas tzw. partycykucji (czyli okrutnego rytuału, w czasie którego Podręczne podjudzane są do skatowania mężczyzny oskarżonego o rzekomy gwałt i dzieciobójstwo) Glena ogłusza mężczyznę, który ma zostać zlinczowany w celu oszczędzenia mu bólu. Glena ostatecznie popełnia samobójstwo zanim rząd zaaresztuje ją jako członka ruchu oporu.
Freda otrzymuje następnie jako partnerkę inną Podręczną, również o nazwie Glena, która nie chce dzielić się odczuciami na temat Gileadu i ostrzega Fredę przed wyrażaniem takich sądów.
Nick
Kierowca Komendanta, który mieszka nad garażem. Po sugestii ze strony Sereny Joy, Freda rozpoczyna z nim stosunki seksualne, aby zwiększyć swoje szanse na zajście w ciążę i ocalenie się przed wysłaniem do osławionej Kolonii. Z czasem Freda zaczyna coś czuć do Nicka, opowiadając mu nawet o swoim życiu przed powstaniem Gileadu. Nick jest niejednoznacznym bohaterem, a Freda do końca nie wie, czy jest on po stronie rządu, czy też ruchu oporu. Pod koniec opowieści Nick ujawnia jednak swoją prawdziwą przynależność polityczną i organizuje Fredzie ucieczkę.
Moira
Jest bliską przyjaciółką Fredy jeszcze z czasów studenckich. Ważnym aspektem u Moiry jest jej homoseksualizm i odporność na nowy ustrój. Moira trafiła do Czerwonego Centrum (oficjalnie zwanego Centrum Racheli i Lei) dla przyszłych Podręcznych wkrótce po Fredzie. Podczas pobytu w ośrodku Moira zdobywa się na ucieczkę – kradnie ubranie Ciotki (siostry przełożonej) i w jej przebraniu bez problemu opuszcza Centrum. Freda traci ją z oczu na kilka lat.
Spotyka ją dopiero w Jezebel – ekskluzywnym burdelu dla wyższych funkcjonariuszy reżimu. Moira opowiada Fredzie w toalecie, że po ucieczce została schwytana i postawiona przed możliwością wyboru między wysłaniem do Kolonii a prostytucją.

## Adaptacje
W 1990 powieść zekranizował niemiecki reżyser Volker Schlöndorff według scenariusza Harolda Pintera. W roli tytułowej wystąpiła Natasha Richardson, a obok niej Robert Duvall, Faye Dunaway, Aidan Quinn i Elizabeth McGovern. W 2017 Bruce Miller nakręcił serial pod tym samym tytułem.